# Дом Ф. Т. Столярова
Дом Ф. Т. Столярова — выявленный памятник каменно-деревянного зодчества в историческом центре Нижнего Новгорода. Построен в 1880 году.
Здание является частью застройки старинной Акулининой слободы. Представляет собой образец деревянной и каменно-деревянной архитектуры Нижнего Новгорода XIX — начала XX веков.
Здание являлось главным домом городской усадьбы середины XIX века. В оформлении фасада здания использованы высокохудожественные элементы сквозной пропильной накладной резьбы, восходящей к мотивам народного деревянного зодчества, с геометрическими и растительными мотивами орнаментов. Некоторые элементы декора не имеют аналогов в архитектуре Нижнего Новгорода.     

## История
Территория, где позже возник дом, застраивалась на основе Высочайше конфирмованного императором Николаем I в 1839 году генерального плана Нижнего Новгорода, предусматривавшим формирование кварталов жилой застройки между улицами Полевой (сегодня — Максима Горького) и Напольно-Монастырской (сегодня — Белинского). Участок под домом располагался на углу улиц Полевой и Акулининой слободы (сегодня — улица Решетниковская). На плане города 1848—1853 годов на месте существующего здания был показан деревянный дом. В 1870-е годы деревянный, на каменном фундамента семиоконный дом принадлежал мещанке А. Я. Гребенщиковой (Гребенниковой). 
В 1875 году земельный участок перешёл в собственность мещанина Фёдора Тихоновича Столярова, который в 1880 году построил на усадьбе существующий сегодня дом. Автор проекта в документах о строительстве не указан. Надзор за работами проводил архитектор И. К. Кострюков. Отклонения от проекта при строительстве были незначительными и выразились в более тонкой проработке декора фасадов.
В начале 1896 года усадьба перешла в собственность А. Ф. Шемшурина, который в том же году перестроил существующий корпус служб под жильё (сегодня — дом № 125 по улице Максима Горького). В декабре 1897 года домовладение купила мещанка Т. А. Фомина. 
С 1905 по 1918 год усадьба принадлежала мещанину С. П. Пупкову, который в 1901 году осуществил пристройку к дому двухэтажного объёма по красной линии вдоль Акулининой слободы. 
В советский период здание не перестраивалось, осуществлялись только перепланировка внутренних помещений и небольшие ремонты.
В 1999 году дом включён в перечень вновь выявленных памятников истории и культуры. В 2007 году приказом Управления государственной охраны объектов культурного наследия исключён из списка, в связи с планами по застройке территории и подлежал перемещению на другую площадку.      

## Архитектура
Двухэтажный каменно-деревянный дом расположен на углу улиц и поэтому имеет два главных фасада. В их композиционном решении проявились черты разных направлений эклектики. Фасад по улице Горького в семь осей света имеет симметричную композицию и фланкирован слабо выраженными ризалитами, возможно завершавшиеся ранее полуциркулярными фронтонами, указанными в проекте. Первый этаж выдержан в духе академической эклектики, имеет сдержанный вид. Второй этаж, напротив, выглядит более насыщенно. Его декор выполнен в технике сквозной пропильной накладной резьбы, восходящей к мотивам народного деревянного зодчества, с геометрическими и растительными мотивами орнаментов. Особенно выделяется богато орнаментированная филенчатая дверь парадного входа.
Фасад по Решетниковской улице выполнен в тех же приёмах, что и первый. Однако, его симметрия не так ярко выражена, что объясняется двумя строительными периодами (более поздний пристрой). Ризалиты отсутствуют, но появляются ширинчатые лопатки, покрытые резьбой. Интересный декор имеют слуховые чердачные окна, по форме напоминающие люкарны.
Уникальным украшением выступает дворовая открытая терраса, чрезвычайно редкая в архитектуре Нижнего Новгорода. Её кровлю поддерживают резные столбы, а под кровлей помещён фриз из искусной сквозной резьбы с растительным мотивом лозы и шишек хмеля — необычного сюжета для нижегородской домовой резьбы.               